# タウン5
『タウン5』（タウンファイブ）は、一部日本テレビ系列局で放送されていた日本テレビ製作の情報番組である。日本テレビ旧本社の南本館1階にあった初代マイスタジオからの生放送。製作局の日本テレビでは1979年4月2日から1981年3月27日まで放送。

## 概要
月曜から金曜までの帯で放送。生放送を基本としていたが、年末年始などには一部録画放送となる回もあった。日本テレビエンタープライズが番組制作を請け負っていた。
番組タイトルロゴの「5」には、ペニー・ファージングと呼ばれる自転車を図案化したものを用いていた。

## 放送時間
いずれも日本標準時。
- 月曜 - 金曜 17:15 - 17:30 （1979年4月2日 - 1979年9月）
- 月曜 - 金曜 17:10 - 17:30 （1979年10月 - 1981年3月27日）

## 出演者

### 司会
- 福留功男（出演期間中は日本テレビアナウンサー）
- 清水奈津子（出演期間中は日本テレビアナウンサー） - 1979年12月まで出演。
- 大山千尋（タレント） - 成城大学の4年生だった1980年1月から出演。

### リポーター（放送上は「レポーター」と表記）
- 上柳昌彦（出演期間中は立教大学に在学） - 番組終了・大学卒業後の1981年4月に、アナウンサーとしてニッポン放送へ入社。2017年8月の定年まで勤め上げた後に、フリーアナウンサーとして活動している。
- 樋口千何子 - 1980年から出演。

### 準レギュラー
- 小森和子（映画評論家）
- 小池聰行（オリコン代表）
- 小堺一機（タレント）

松田聖子、高田みづえ、倉田まり子などのアイドル歌手も、ゲストでたびたび出演していた。

## 放送局
- 日本テレビ
- 静岡第一テレビ - 開局翌日の1979年7月2日から放送していたが、それ以前のサービス放送期間中にも放送していたことがある。
- テレビ新潟 - サービス放送期間中の1981年3月25日(同放送開始日)から番組が終了する3月27日まで放送。[注 1][1][2]
- 読売テレビ - 1980年4月5日から1981年4月4日。毎週土曜0:25〜0:40(金曜深夜) ※週1回のみ前週放送分の遅れネット。

## エピソード
- 静岡地区でのネット開始当日には、メインMCの福留が前日の開局特番（「翔べ！静岡第一テレビ」）から引き続き静岡に留まり、SDTのスタジオから入中にて出演した。
- 出演者やスタッフなどの都合で録画放送となった回に限っては、マイスタのシャッターが下ろされた状態で収録されていた。